# 서울율현초등학교
서울율현초등학교(서울栗峴初等學校)는 대한민국 서울특별시 강남구에 있는 공립 초등학교이다.

## 연혁
- 2014년 8월 28일: 개교, 초대 김희아 교장 취임
- 2014년 10월 15일: 개교 기념식
- 2018년 9월 1일: 제2대 최관의 교장 취임
- 2020년 3월 2일: 제6회 입학 (남109, 여108, 총217명)
- 2024년 8월 28일: 개교 10주년

## 참고 자료
- 서울율현초등학교 - 한국교육학술정보원 학교알리미